# Калінкіна Світлана Михайлівна
Світлана Калінкіна (біл. Сьвятлана Калінкіна, нар. 12 вересня 1970, Мінськ) — білоруська журналістка.
Закінчила Білоруський державний університет за спеціальністю «журналістика».
З 1992 року працювала кореспондентом, а згодом — політичним оглядачем в Білоруському телеграфному агентстві.
Після перемоги на Президентських виборах Олександра Лукашенка перейшла на роботу в недержавний видавничий холдинг «Белорусская деловая газета» на посаду першого заступника головного редактора щотижневика «Имя». З 1996 року — перший заступник головного редактора «Белорусской деловой газеты», з 2002 року — головний редактор «Белорусской деловой газеты», головний редактор додатку «БДГ. Для службовага карыстаньня».
З 2003 року — шеф-редактор газети «Народная Воля».
У 1996 році за результатами опитування проведеного Представництвом ООН в Республіці Білорусь визнана найкращим економічним оглядачем країни.